# Don Hewitt
Donald Shepard Hewitt (14. december 1922 i New York City – 19. august 2009 i Bridgehampton, New York) var en amerikansk journalist og tv-producer, der var mest kendt for at have skabt CBS' velestimerede nyhedsmagasin 60 Minutes, der vises i en række lande. 
Hewitt studerede ved New York University og begyndte sin journalistiske karriere ved New York Herald Tribune i 1942. Senere kom han til Associated Press, og i 1948 blev han ansat ved tv-stationen CBS. I 1960 producerede han den landets første tv-transmitterede præsidentdebat mellem John F. Kennedy og Richard Nixon. I slutningen af 1960'erne fik han opbakning til sin idé om et timelangt program dedikeret til nyheder, herved var 60 Minutes en realitet. Han var programmets producer indtil 2004, hvor han gik på pension. Han modtog i 2008 Washington State Universitys Edward R. Murrow-pris for sit livslange virke i amerikansk journalistik.
Han døde af kræft i bugspytkirtlen.

## External links
- Don Hewitt på Internet Movie Database (engelsk)
- Don Hewitt på The Movie Database (engelsk)
- Don Hewitt på Encyclopædia Britannica Online (engelsk)

1. ↑  Navnet er anført på svensk og stammer fra Wikidata hvor navnet endnu ikke findes på dansk.